# Inami
Inami é uma série de desenho animado francesa criada por Françoise Charpiat e produzida pela Ellipse Animation em 2007.
No Brasil, a série foi exibida na TV Brasil, e era é exibida todos os sábados na TV Cultura que foi substituido pelo volta do programa É proibido colar.
Em Portugal, a série foi exibida na RTP2 no espaço Zig Zag.

## Enredo
A série gira em torno das aventuras de Inami, um jovem índio amazônico da tribo dos Bellacaibos que encara muitas aventuras pela floresta enfrentando vários inimigos junto de seu par animal Tatune, seu melhor amigo Shimiwe e sua amiga secreta Hyaema, da tribo dos Patamis.

## Personagens
- Inami - Um jovem índio de 11 anos da tribo dos Bellacaibos, filho do líder. É um garoto bastante aventureiro que está sempre se arriscando tentando ajudar seus amigos. Recebeu a missão de unir as tribos dos Bellacaibos e Patamis dos Hekurás quando nasceu ganhando um colar do totem sagrado como prova disso. Possui uma paixão pela Hyaema escondido dos demais de sua tribo. Seu par animal é Tatune, sua tatu de estimação que sempre o acompanha em suas aventuras.

- Tatune - É uma tatu-bola fêmea, animal de estimação de Inami. Sempre o segue em suas aventuras e assim como ele possui medo dos jacarés. Inami a conheceu durante uma tempesdade nas margens de um rio quando esta apareceu para salvá-lo de ser afogado se separando se sua ninhada.

- Shimiwe - Melhor amigo de Inami. Um jovem índio Bellacaibo aprendiz de Carras que sempre segue Inami em suas aventuras sendo um dos poucos que conhecem sua paixão com Hyaema. É filho de Panthos que é muito duro com ele e quer que ele seja o futuro chefe da tribo. Não sabe nadar, pois tem medo de água desde que sua mãe morreu afogada. Possui uma paixão pela Shama. Seu par animal é uma coruja chamada Shuma.

- Hyaema - Uma jovem índia Patami amiga de Inami. Conheceu Inami ao ser salva por ele de ser atacada por um jacaré desenvolvendo desde então uma paixão entre os dois. Detesta a rivalidade se sua tribo com os Bellacaibos e assim como Inami busca uma maneira de acabar com o confronto entre as tribos. Muitas vezes segue Inami em suas aventuras geralmente escondida dos demais de ambas as tribos.

- Aminata - A irmãzinha de Inami. Sempre tenta seguir o irmão nas aventuras mesmo que ele não deixe. No começo não sabia da relação de Inami com Hyaema, mas com o tempo foi descobrindo se tornando amiga dela. Possui muito medo dos botos. Pelo que parece seu par animal é um boto chamado Delphi, embora que em um dos episódios ela tenha adotado um macaco chamado Waki que Carras nega ser seu par.

- Moricas - Um xamã Patami malicioso principal vilão da série. Sempre a todo custo roubar o Tatu Sagrado da tribo dos Bellacaibos, frequentemente falhando graças a Inami e seus amigos. Possui uma eterna rivalidade com Carras de quem é o melhor xamã. Muitas vezes é auxiliado por Panthos em seus planos sobre a promessa de fazê-lo chefe de sua tribo. Seu par animal é um lagarto chamado Karpos.

- Carras - Um xamã Bellacaibos mestre de Shimiwe. É bastante sábio e é o segundo no comando dos Bellacaibos, depois de Xomaru. Sempre manda Inami em suas aventuras pelos Hekurás. Possui uma eterna rivalidade com Moricas. Seu par animal é uma onça preta chamada Okewata, da qual possui seu verdadeiro nome.

### Secundários
- Xiomaru - Pai de Inami e líder da tribo dos Bellacaibos. É um bom líder e guerreiro sendo rivalizado por Panthos que quer tomar o seu lugar.

- Panthos - Pai de Shimiwe. É um rude guerreiro Bellacaibo que tenta tomar o lugar de Xomaru e de vez em quando se une a Moricas em seus planos. É também bastante duro com seu filho querendo que ele seja um guerreiro forte que nem ele. É viúvo até o final da série quando se casa com Horonami após a união das duas tribos. Seu par animal é um jacaré chamado Krakas.

- Minosca - Mãe de Inami e Aminata e a esposa de Xomaru. Pouco sabe sobre as aventuras de Inami e passa mais tempo na aldeia da tribo.

- Horonami - Mãe de Hyaema. Assim como a filha não gosta da rivalidade entre os Patamis e os Bellacaibos. É uma das únicas pessoas que conhecem a relação de Inami com Hyaema. No final da série se casa com Panthos após a união das duas tribos.

- Okewata - É a onça preta par animal de Carras. O auxilia ocasionalmente na floresta. Seu nome é o verdadeiro nome de Carras.

- Piríamos - Um Bellacaibo preguiçoso e obeso que ocasionalmente age como ajudante de Panthos embora não seja mal como ele. Só pensa em comer.

- Shama - Uma jovem Patami melhor amiga de Hyaema. Possui uma paixão correspondida pelo Shimiwe.

- Fuziuê - Sobrinho do Moricas. A princípio tinha uma rivalidade com Inami por ciúmes da Hyaema já que ambos eram de tribos diferentes, mas após Inami salvá-lo de cair de um precipício eles se tornaram amigos. Seu par animal é um tamanduá chamado Taminos.

- Shuma - É a coruja par animal de Shimiwe. Ele a conheceu ao entrar no santuário dos Hekurás passando por uma longa prova junto de Inami.

## Tribos
- Bellacaibos - São a tribo principal do desenho da qual os protagonistas como Inami, Shimiwe e Aminata fazem parte dela. São liderados por Xiomaru e Carras sobre as ordem de seu totem o Tatu Sagrado, do qual recebem mensagens do Hekurás. São geralmente acompanhados por pares animais. Não possuem nenhuma característica física, exceto quando saem em missões pintando seus rostos de azul.

- Patamis - A tribo rival dos Bellacaibos da qual vive Hyaema e Moricas. São aparentemente liderados por Moricas e assim como os Bellacaibos são crentes no Tatu Sagrado, por qual razão sempre tentam roubar deles. Alguns deles são acompanhados de pares animais. A principal característica deles é a de seus adultos possuírem a face dos olhos pintada de vermelho.

- Homens-Chama - Uma tribo desconhecida e isolada das demais, crentes no Hekurá do Fogo. São liderados por Cairas e são capazes de iludir os animais selvagens com ilusões de fogo isso devido ao fato deles possuírem os corpos pintados de vermelho. Não são acompanhados por pares animais. Aparece somente no episódio Os Homens-Chama.

- Caxiri - Uma tribo da floresta situada um pouco longe dos Bellacaibos e dos Patamis. É nela onde vive Atanarus, o dono da irmã gêmea de Tatune. São acompanhados por pares animais. A principal característica deles é a de possuíem o olho esquerdo pintado de branco, sendo que o mesmo vale pros pares. Aparece somente no episódio Família Tatu.

- Neratis - Uma tribo marítima situada numa ilha em alto mar da qual vivem Mika e Pogo. São crentes no totem do Tubarão Sagrado do mesmo jeito que os Bellacaibos no Tatu Sagrado. A principal característica deles é a de usarem colares de dentes de tubarão sendo que são necessários serem coletados doze deles aos doze anos para se entrar no mundo adulto. Aparentemente não possuem pares animais. Aparecem somente no episódio Os Doze Dentes do Tubarão.

## Episódios
- 1- Eu Tive um Sonho (J'ai fait un rêve)
- 2- A Cortina Negra (Le rideau sombre)
- 3- O Boto Cor-de-Rosa (Le dauphin rose)
- 4- A Busca do Sal (La quête du sel)
- 5- O Veneno da Discórdia (Le venin de la discorde)
- 6- O Segredo (Le secret)
- 7- Os Quatro Elementos (Les quatre éléments)
- 8- Irmão Mais Velho (Grand Frère)
- 9- Os Homens-Chama (Les hommes flammes)
- 10- O Santuário Proibido (Le sanctuaire interdit)
- 11- O Xamã Negro (Le chaman noir)
- 12- A Prova da Escama (L'épreuve de l'écaille)
- 13- O Preço da Liberdade (Le prix de la liberté)
- 14- Uma Tatune de Todas as Cores (Une tatoune de toutes les couleurs)
- 15- A Montanha que Canta (La montagne qui chante)
- 16- Uma Aldeia Estranha (Un étrange village)
- 17- O Diamante Negro (Le diamant noir)
- 18- O Poço dos Sonhos (Le puits des songes)
- 19- Par Sem Par (Le double lien)
- 20- Família Tatu (La famille tatou)
- 21- A Ilha dos Mistérios (L'île des mystères)
- 22- Os Olhos do Tatu Sagrado (Les yeux du grand tatou)
- 23- Os Doze Dentes do Tubarão (Les douze dents du requin)
- 24- Uma Vida Por Uma Vida (Une vie pour une vie)
- 25- A Estranha Mensagem dos Hekurás (L'étrange message des Hékuras)
- 26- A Prova da Paz (L'épreuve de la paix)